# 都市型レスキュー
都市型レスキュー（としがたれすきゅー）とは、都市型救助、都市型ロープレスキュー、ザイル救助など様々な名称で呼ばれるが、主に消防救助操法の基準第16章ロープ操法による三つ打ちロープ・カラビナ・滑車を用いた消防伝統の方法に、カーンマントル構造のロープ・ロープクランプ・下降器・プルージックコード・プーリーなどを使用した方法を追加したものである。

## 概要
ロープ操法では、ロープの規格について直径10〜12mmの繊維ロープとしか記載されていないが、三つ打ちロープを使用するのが一般的である。レスキュー活動を行う消防署によって導入の度合いが違っており、消防救助操法による方法のみを実践する隊、両方の良い点を取り入れる隊、三つ打ちロープを一切使用せず、カーンマントル構造のロープ・ロープクランプ・下降器・プルージックコード・プーリーによる方法に完全移行した隊など全国で様々であり、2009年5月時点においては消防によるレスキュー技術全国統一の過渡期であると言える。ただ、従来からあるシンプルで確実な救助操法を否定するものではなく、現行のロープ操法を発展させ、レスキュー活動の可能性を広げるために有効な方法と言える。

## 導入背景
従来から山岳救助では登山用のロープ（カーンマントル構造）や器具を使用した救助が行われてきた。従来技術よりも応用性や適用可能範囲が広く、実務の現場でも一部流用されるようになったが、更なる安全性や省力化を図るべくロープアクセスと呼ばれ、産業を中心とした現場の高所作業システムとして世界的に活用されている器材・技術論を取り入れつつある。このような事実を踏まえ、平成19年11月19日に総務省消防庁により平成19年度救助技術の高度化検討委員会が発足し救助技術の検討が行われた。